# Anseong
Anseong (kor. 안성시) – miasto w Korei Południowej, w prowincji Gyeonggi, 80 km na południe od Seulu. 